# Cee Lo's Magic Moment
Cee Lo's Magic Moment è un album discografico natalizio del cantante statunitense Cee Lo Green, pubblicato nell'ottobre 2012.

## Tracce
1. What Christmas Means to Me – 3:17 (Anna Gordy Gaye, George Gordy, Allen Story)
2. Baby, It's Cold Outside (feat. Christina Aguilera) – 4:03 (Frank Loesser)
3. This Christmas – 3:21 (Nadine McKinnor, Donny Hathaway)
4. The Christmas Song – 3:50 (Mel Tormé, Robert Wells)
5. White Christmas – 3:10 (Irving Berlin)
6. All I Need Is Love (featuring Disney's The Muppets) – 3:47 (Adam Anders, Peer Åström, Piero Umiliani)
7. You're a Mean One, Mr. Grinch (feat. Straight No Chaser) – 3:17 (Albert Hague, Theodor "Dr. Seuss" Geisel)
8. Please Come Home for Christmas – 3:10 (Charles Brown, Gene Redd)
9. Run Rudolph Run – 3:27 (Johnny Marks, Marvin Brodie)
10. All I Want for Christmas – 4:11 (Mariah Carey, Walter Afanasieff)
11. Mary, Did You Know? – 3:54 (Buddy Greene, Mark Lowry)
12. River – 4:01 (Joni Mitchell)
13. Merry Christmas, Baby (feat. Rod Stewart & Trombone Shorty) – 3:51 (Lou Baxter, Johnny Moore)
14. Silent Night – 4:35 (Joseph Mohr, Franz Xaver Gruber)